# Abbasanta
Abbasanta é uma comuna italiana da região da Sardenha, província de Oristano, com cerca de 2.757 habitantes. Estende-se por uma área de 39 km², tendo uma densidade populacional de 71 hab/km². Faz fronteira com Ghilarza, Norbello, Paulilatino, Santu Lussurgiu.